# Shadow of the Colossus
Shadow of the Colossus (яп. ワンダと巨像 Ванда то Кёдзо:, букв. «Вандер и гигантские идолы») ― видеоигра для игровой приставки Sony PlayStation 2 в жанре Action-adventure с элементами головоломки. Игра разработана и издана компанией Sony Computer Entertainment (SCEI). Разработка игры велась внутренней студией SCEI, International Production Studio 1 (создатели Ico), c 2002 года. Проект был выпущен в 2005 году в Японии и Северной Америке, в 2006 году в Европе и Австралии.
Под управлением игрока главный герой игры, воин Вандер, верхом на лошади Агро обследует обширный игровой мир. В разных точках игрового мира находятся 16 противников-«колоссов» — исполинских созданий, многократно превосходящих Вандера ростом. По мере прохождения игры Вандер, пользуясь мечом и луком со стрелами, должен поочерёдно найти и убить всех колоссов. Характерной особенностью игры является необходимость взбираться на колоссов и передвигаться по их телам в поисках уязвимых мест.

## Игровой процесс
Управляемым персонажем (англ. playable character) и протагонистом в игре является Вандер, игрок участвует в событиях от его лица.
Лошадь Агро не является прямо управляемым игровым персонажем, но всюду сопровождает героя, не расставаясь с ним до тех пор, пока путь, которым следует Вандер, остаётся проходимым для лошади. В целом его помощь играет важную роль ― размеры локации непропорционально велики для путешествия пешком, верхом на лошади можно перепрыгивать небольшие пропасти и преодолевать препятствия; быстрое передвижение верхом иногда оказывается необходимым в боях с колоссами.
Перед каждой битвой Вандер получает от Дормина подсказку о местонахождении очередного колосса и его краткое описание, составленное поэтичным, несколько архаичным языком. Игрок должен победить всех колоссов по очереди, в продиктованном Дормином порядке, ― нет возможности выбирать последовательность сражений или определённых противников. Для ориентирования при поиске точного местонахождения колосса используется меч — при нахождении в освещённом солнцем районе солнечный свет отражается в поднятом над головой и вращаемом мече несколькими лучами, а при повороте к искомому месту — фокусируется в одной удалённой точке, указывая направление движения к цели. Быстро добраться до противника можно верхом на Агро, но существуют и труднодоступные области, достигнуть которые можно только пешком, вплавь или карабкаясь по скалам.
Битву с колоссом предваряет непродолжительный ролик о его пробуждении. Отраженным от меча светом выявляются слабые места противника; они имеют вид мерцающих знаков, все из которых необходимо поразить для победы над гигантом. У разных колоссов разное количество уязвимых мест ― обычно от одного до трёх на лёгком уровне игры (на сложном уровне количество слабых мест увеличено). Чтобы добраться до них, надо перемещаться по телу колосса ― оно часто покрыто мехом и многочисленными выступами, за которые можно цепляться. Процесс осложняется тем, что великан пытается стряхнуть героя с себя. Иногда необходимо обращать внимание на особенности ландшафта и использовать их для удачного попадания на нужную точку колосса.
Разнообразие противников велико: существуют летающие и обитающие в воде гиганты, наиболее часто встречаются антропоморфные великаны. Размеры колоссов варьируются от сравнительно небольших до огромных, все они значительно (в десятки раз) превосходят главного героя по этому параметру. Места обитания также различны: пустыня, заброшенные города, древние постройки. Как правило, все колоссы (за исключением одного) после пробуждения реагируют агрессивно — нападают на Вандера. Некоторые противники способны дистанционно атаковать при помощи разрывных зарядов или отравляющего газа.
У Вандера имеется два параметра: «выносливость» и «здоровье». Первый отображается в виде розового круга, радиус которого уменьшается от физических нагрузок. Когда он достигает нуля, герой лишается возможности выполнять некоторые действия. Второй параметр сокращается от атак колоссов, падений с высоты и т. п. Лишившись всего «здоровья», Вандер погибает, для игрока это означает конец игры. При неполном заполнении шкалы здоровья оно медленно непрерывно восстанавливается со временем. При растрате части выносливости и в состоянии её неприменения она быстро восстанавливается со временем. После каждой победы над колоссами максимальные значения обоих этих параметров немного увеличиваются.
Протагонист обладает небольшим набором базовых движений: бег, ходьба, прыжок, перекат. Он способен цепляться за мех колоссов или выступы скал и карабкаться по ним. В инвентаре героя изначально присутствуют только лук и меч, другие предметы можно получить после одного полного прохождения игры. Существуют три основных вида ударов холодным оружием, применяемые в сражениях.
Управление лошадью несложное: Агро всегда подходит на зов (если это действие в данный момент ей доступно) и слушается всех команд, за исключением требований подойти совсем близко к колоссу или спрыгнуть в пропасть. Если размер обрыва слишком высок, лошадь отказывается прыгать и отворачивается в сторону (то есть разбиться, путешествуя верхом, невозможно). При критичной высоте обрыва лошадь может послушаться и спрыгнуть, за этим следует неудачное приземление — падение и лошади, и всадника.
Кроме того, лошадь побаивается колоссов и может во время битвы понести, испугавшись их. Атакуя, колоссы могут выбить героя из седла или повредить лошади ногу, после чего она недолго будет хромать. Но при этом Агро, в отличие от главного героя, не имеет шкалы здоровья и не может быть убит ни колоссами, ни оружием самого Вандера.
Для победы над очередным колоссом герой должен найти его, взобраться на тело колосса, обнаружить слабые места колосса и поразить их мечом. Победив противника, герой переносится обратно в храм, где игрок получает информацию о новом гиганте ― подобная последовательность используется без изменений на протяжении всей игры. Колоссы находятся в различных местах обширных Запретных земель. Добраться к месту будущей битвы можно верхом на Агро, единственном спутнике героя; в некоторых битвах лошадь играет значимую роль.
Основное отличие Shadow of the Colossus от похожих по жанру проектов ― отсутствие разделения мира на локации (города, подземелья и т. п.). Единственные противники, с которыми предусмотрена возможность вступления в бой ― колоссы, находящиеся в различных местах единого игрового пространства. Но в конце игры игроку предоставляется возможность играть за колосса, в коего превращается Вандер после уничтожения последнего колосса, и необходимо убить солдат, которые были отправлены вслед за ним, чтобы вернуть украденный меч.
Также в игре предусмотрена возможность увеличивать здоровье, сбивая фрукты с деревьев и съедая их. Для увеличения выносливости необходимо убивать ящериц со светящимися хвостами и есть их, но, к сожалению, про данную возможность в игре ничего не говорится. Также после прохождения игры можно сделать сохранение и начать с него новую игру с возможностью с самого начала выбрать бой с любым колоссом у статуй в храме, где нужно победить их за отведённое время. За определённое количество побед будут открываться дополнительные предметы.

## Сюжет
Сюжетная составляющая аскетична ― в Shadow of the Colossus всего два продолжительных ролика (вступительный и заключительный), раскрывающих историю. Мотивация и происхождение некоторых героев остаются неочевидными до конца игры. Наличие заброшенных сооружений указывает на то, что запретные земли когда-то были населены людьми ― в центре игровой карты расположен храм, называемый Святилищем Поклонения, к которому ведёт длинный мост из внешнего мира. В игре существует возможность пройти по мосту, но выйти за пределы запретных земель невозможно. Остальной игровой мир огорожен скалами и водой.

### Персонажи
Главным героем является Вандер (англ. wander — «бродить», «скитаться»), озвученный Кэндзи Нодзимой (яп. 野島 健児) ― это молодой человек, целью которого является оживление погибшей девушки по имени Моно (англ. Mono), про которую известно лишь то, что она была принесена в жертву, потому что её судьба была проклята. Единственным соратником Вандера является лошадь Агро.
Другой важный персонаж — Дормин, таинственный обитатель храма, тело которого было разделено на шестнадцать частей много лет назад по неизвестной причине. На протяжении бо́льшей части игры Дормина не видно, слышна только его речь, сливающаяся из нескольких голосов, говорящих одновременно. Вандер узнаёт, что он обладает способностью воскрешать мёртвых, и отправляется в путь.
Лорд Эмон (англ. Lord Emon) появляется в заключительной части игры. Он является шаманом и, вероятно, тем, кто разделил тело Дормина — способен использовать магию. В составе небольшого отряда Эмон направляется в запретные земли, чтобы помешать Вандеру.
Колоссы, встреченные на протяжении игры, различаются формами и внешним видом, но общий стиль их дизайна един ― тела гигантов состоят из камней, земли, меха и элементов сооружений. У всех колоссов кровь чёрного цвета; после смерти гигантов появляются тёмные лучи, которые пронзают главного героя и он переносится обратно в храм. Побеждённые колоссы становятся частью ландшафта, из их тел в небо поднимаются вертикальные лучи света, хорошо заметные издалека.
Кроме перечисленных персонажей, существуют ещё и участники действий, неназванные и неакцентируемые, но демонстрируемые во время игры — чёрные призраки, по виду напоминающие противников из игры Ico. В самом начале игры они появляются в святилище сразу после прихода Вандера, а затем каждый раз стоят над его головой перед тем, как он очнётся в храме, при этом их количество соответствует количеству уже убитых колоссов.

### История
Игра начинается с того, что человек по имени Вандер, верхом на Агро, прибывает в запретные земли, проезжает длинный мост и оказывается в храме, где кладёт на особый пьедестал тело Моно. Внезапно появляются странные чёрные фигуры, похожие на ожившие тени. Герой достаёт меч и отражённым светом прогоняет их. Обитающий в храме Дормин показывает свой интерес к древнему мечу (англ. ancient sword) Вандера. Герой рассказывает ему о том, что судьба девушки была проклята, и она была принесена в жертву, после чего просит вернуть её душу. Дормин соглашается, но требует разрушить шестнадцать каменных идолов, стоящих вдоль стен, для чего Вандеру необходимо убить шестнадцать колоссов, живущих в проклятых землях. Также Дормин предупреждает, что и самому Вандеру придётся «заплатить высокую цену» за оживление мёртвой (предупреждение не конкретизировано), Вандер соглашается.
Получив указания, герой отправляется на битву с великанами. С каждой победой над колоссами внешний вид Вандера меняется: его кожа становится бледнее, волосы темнее, появляются маленькие рога. С гибелью каждого очередного гиганта герой теряет сознание, а очнувшись, неизменно оказывается уже в храме (вместе с лошадью). Пока Вандер без сознания, у него возникают видения светлого сияния, иногда при этом слышны неразборчивые голоса (среди них выделяется голос девочки, напоминающий голос Йорды из Ico). По мере продвижения по игре голоса во время видений становятся всё чётче и разборчивее, но какого-либо содержания из них так и не прослеживается. Один раз Вандера посещает видение, что Моно очнулась.
После того как убит двенадцатый колосс, можно видеть, как появляется Лорд Эмон и его небольшой отряд, направляющиеся в запретные земли.
На пути к последнему, шестнадцатому гиганту, Вандер теряет Агро — та падает в пропасть, успев доставить героя на противоположную сторону.
Одержав победу над последним противником, Вандер сталкивается в храме с отрядом лорда Эмона, который приказывает его убить. Смертельно раненный, герой превращается в огромного чёрного монстра. Управление ненадолго передаётся игроку — теперь он сам играет от лица огромного колосса, пытаясь противостоять значительно более мелким по размеру противникам — людям. Однако уже нет возможности влиять на дальнейший сюжет. Эмон, перед тем как покинуть храм, кидает древний меч в маленький водоём, создавая светящийся водоворот, затягивающий в себя тёмного гиганта. Исчезают подпорки моста, ведущего во внешний мир, и он рушится, превращая запретные земли в недоступное место. Уходя, Эмон говорит, что если Вандеру удалось выжить, то, возможно, он сможет искупить свою вину за содеянное.
В храме пробуждается Моно, воскрешённая Дормином, и появляется хромающая Агро. Вместе они направляются к водоёму, в который затянуло Вандера, и находят там младенца с маленькими рожками на голове. Девушка забирает его, после чего уходит в секретный сад, находящийся на вершине храма. На этом игра заканчивается.

### Связь сIco
Shadow of the Colossus считается приквелом Ico — в проектах описывается один мир, персонажи говорят на едином вымышленном языке, общий дизайн и стиль музыкального оформления игр весьма схож. Дизайнер и режиссёр Shadow of the Colossus, Фумито Уэда, подтвердил, что главным героем Ico является дальний потомок Вандера, а основные противники имеют прямое отношение к Дормину. Также Уэда упомянул, что статус приквела для проекта не является безусловным — каждый игрок должен воспринимать сюжет игры самостоятельно.

## Разработка
Работа над Shadow of the Colossus началась в 2002 году командой из трёх десятков человек. Изначально игра называлась Nico и должна была стать прямым продолжением Ico. Ранняя технологическая демонстрация, представленная на выставке DICE Summit в 2003 году, показывала группу рогатых людей верхом на лошадях, которые атаковали и поражали колосса. После выхода игры Фумито Уэда заявил, что на тот момент времени было проще использовать дизайн протагониста из Ico и что он никогда не хотел делать сиквел Ico.
Основой проекта стала концепция сражений с колоссами, которая позволяла игроку исследовать тела гигантов, перемещаясь по ним в поисках уязвимых мест. Для реализации подобной идеи потребовалась продвинутая физическая модель, реалистично отображающая положение протагониста в различных игровых ситуациях. Также была введена зависимость скорости перемещения колосса от его размера — это позволило лучше передать разницу в пропорциях между главным героем и его противниками. Единственными оппонентами стали шестнадцать великанов — Уэда отказался от характерного для видеоигр разнообразия врагов и боссов. Управление совместило в себе функциональность и доступность — в игре оказался небольшой набор возможных действий главного героя, выполняемых основными кнопками DualShock. Элементы атмосферы (музыка, визуальный ряд, дизайн) должны были подчеркнуть одиночество главного героя, единственным спутником которого стал Агро.
Взаимодействие Вандера с его конём стало важным моментом в разработке игры — разработчики попытались наиболее реалистично передать поведение виртуальной лошади. Так Агро не всегда слушается игрока, а при перемещении способна сама выбирать подходящий маршрут. По словам Уэды, подобные моменты не снижают играбельность проекта, так как не влияют на конечный результат игры.

## Графика
Графическое оформление Shadow of the Colossus напоминает Ico. Движок игры использует различные технологии для реалистичного изображения света и освещённых объектов — «bloom lighting» и «motion blur» позволяют сделать визуальный ряд более кинематографичным, лишённым характерных для PlayStation 2 «лесенок» . Благодаря использованию «стриминга» (англ. streaming) перемещение по игровому миру не прерывается загрузками новых локаций, а детализация объектов возрастает по мере приближения к ним. Мех колоссов и трава в некоторых местах созданы при помощи большого количества двухмерных слоёв, расположенных друг под другом — при дальнем рассмотрении они неотличимы от трёхмерных аналогов, но значительно экономят ресурсы системы. Общая палитра игры выдержана в пастельных, приглушённых тонах.

## Музыкальное оформление
Музыка в Shadow of the Colossus звучит в сюжетных роликах и во время сражений с колоссами — простые путешествия по игровому миру проходят в тишине. 7 декабря 2005 года в Японии был выпущен диск с официальным саундтреком под названием «Roar of the Earth», куда вошли тридцать пять игровых композиций и ещё семь дополнительных. Музыку, сочетающую звучание струнных, барабанных и духовых инструментов, написал композитор Ко Отани (яп. 大谷 幸, Отани Ко), известный по своим работам в аниме. «Roar of the Earth» победил в номинации «Саундтрек Года» (англ. Soundtrack of the Year) по версии американского журнала Electronic Gaming Monthly.

## PAL-версия игры
В феврале 2006 года Shadow of the Colossus был выпущен в Европе одновременно с переизданием Ico. PAL-версия содержит дополнения, отсутствующие в NTSC-релизе — четыре открытки с артом из игры и дополнительные материалы на самом диске с игрой о создании проекта и набором концепт-иллюстраций. Сама упаковка европейской версии была выполнена в формате Digipack, что означает картонный кейс и вставку в формате книжки с держателем под мануал и открытки с левой стороны и прозрачным держателем для диска с правой стороны. Вся внутренняя вставка была украшена различными артами и скриншотами из игры, что добавляет ей эстетической привлекательности по сравнению с американским аналогом. Кроме того, через некоторое время после релиза была выпущена упрощённая версия европейского издания, в обычном боксе синего цвета и мануалом. Открытки туда уже не входили.
В руководстве, прилагаемом к европейской версии игры, главного героя называют «Wanda», тогда как в североамериканском и японском изданиях его звали «Wander». Ошибка появилась в результате перевода с японского языка, не имеющего фонетического эквивалента звука «r».

## Оценка
| Сводный рейтинг | Сводный рейтинг | Сводный рейтинг |
| Издание         | Оценка          | Оценка          |
| Издание         | PS2             | PS4             |
| --------------- | --------------- | --------------- |
| GameRankings    | 91,43 %         | 92,27 %         |

В отличие от Ico, высоко оценённой, но провалившейся на основных рынках игры, Shadow of the Colossus стал коммерчески успешным проектом. За первую неделю он разошёлся тиражом в 140 000 копий и занял первое место в японских чартах продаж. 8 августа 2006 года игра была внесена в лист величайших хитов Sony (англ. List of Sony Greatest Hits games).
Shadow Of The Colossus получила премию BAFTA в области игр 2006 года в номинациях «Action And Adventure sponsored by PC World» и «Artistic Achievement».

## Ремейк для PlayStation 4
14 июня 2017 года Sony на своей пресс-конференции в рамках E3 2017 анонсировала ремейк игры для PlayStation 4 с предварительной датой релиза на начало 2018 года. Процессом разработки руководила Bluepoint, занимавшаяся ранее ремастерингом для PlayStation 3. По словам Сюхэя Ёсида, разработчики переработали все аспекты игры, но сохранили оригинальный геймплей, одновременно с введением обновлённой схемы управления. Это было сделано, чтобы игра выглядела лучше в Ultra-HD качестве.